# Marie-Line Meurisse
Marie-Line Meurisse (ur. 15 listopada 1964) – francuska zapaśniczka walcząca w stylu wolnym. Brązowa medalistka mistrzostw Europy w 1988. Druga na mistrzostwach Francji w 1988 roku.